# Kaiserin-Augusta-Bucht
Die Kaiserin-Augusta-Bucht (englisch Empress Augusta Bay) ist eine große Meeresbucht vor dem Torokina-Distrikt der Insel Bougainville, in Papua-Neuguinea. Die Bucht erstreckt sich über etwa 50 Kilometer Küstenlinie und wird im Süden durch den Motupena Point, eine etwa 6 Kilometer in die Salomonensee hineinragende Landspitze, begrenzt.
Die Bucht wurde zur Zeit der Zugehörigkeit der Insel Bougainville zum Handelsschutzgebiet Deutsch-Neuguinea nach Augusta von Sachsen-Weimar-Eisenach, der Ehefrau Kaiser Wilhelms I., Kaiserin-Augusta-Bucht benannt und behielt diese Bezeichnung in anglisierter Form.
Am 1. und 2. November 1943 fand an der Kaiserin-Augusta-Bucht zwischen der japanischen Armee und US-amerikanischen Truppen die Seeschlacht bei der Kaiserin-Augusta-Bucht statt.
In die Bucht mündet der Fluss Jaba mit einem Delta ein. In den Jaba mündet oberhalb der Kawerong-Fluss, in den massiv Abraum und Erzrückstände der von 1972 bis 1989 betriebenen Pangunamine (Kupfererz) eingeleitet wurden. An der Nordküste münden weiterhin auch der Torokina River und der Piva River in die Bucht.
Der Motupena Point bildet nach Nordosten einen natürlichen Hafen, der in der deutschen Kolonialzeit nach der deutschen Gedeckten Korvette Gazelle Gazellehafen (heute Gazelle Harbour) genannt wurde.

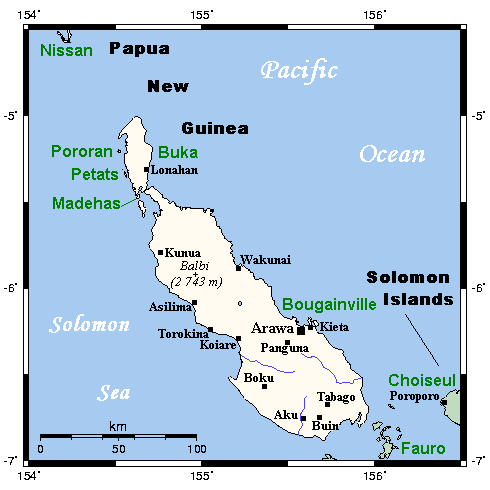
Karte der Insel Bougainville – die Kaiserin-Augusta-Bucht in der Mitte ihrer Westseite